# Бронин, Яков Григорьевич
Я́ков Григо́рьевич Бро́нин (настоящие имя и фамилия Янкель Гиршевич Лихтенштейн; 1900, Туккум, Курляндская губерния — сентябрь 1984, Москва) — советский разведчик, военный педагог, журналист, историк. Полковник РККА. Доктор исторических наук.

## Биография
Янкель Гиршевич Лихтенштейн родился в Тукуме в семье раввина. В 1918 году окончил гимназию в Кременчуге.
Во время Гражданской войны — на партийной и профсоюзной работе. Член РКП(б) (1920).
С 1922 года — политработник на Туркестанском фронте. Редактор армейских журналов, начальник бюро печати Политического управления РККА.
В 1928—1930 годах окончил историко-партийное отделение Института красной профессуры.

### В разведке
В 1930—1933 годах — на разведывательной работе в Германии.
В 1933—1935 годах — резидент советской военной разведки в Китае (заменил Рихарда Зорге): был арестован китайской контрразведкой, приговорен к 15 годам тюремного заключения. В 1935—1937 годах находился в заключении в Ханькоу (Ухань). В 1937 году был обменян на арестованного в СССР Цзяна Цзинго, сына Чан Кайши.
С 1938 года — работа в Центральном аппарате Разведывательного управления РККА.
В 1940—1941 годах — старший преподаватель по агентурной разведке Высшей специальной школы Генерального Штаба РККА.

### После разведки
В 1941—1949 годах — начальник кафедры иностранных языков Военной академии механизации и моторизации имени И. В. Сталина.
В 1949 году был арестован по делу Еврейского антифашистского комитета. Был приговорён Особым совещанием при МГБ к 10 годам заключения. Отбывал наказание в Камышлаге (Сиблаг). В 1955 году был реабилитирован.
После реабилитации работал в ИМЭМО АН СССР. В 1969 году опубликовал первую в СССР научную биографию Шарля де Голля.

## Семья
- Жена — Элли Ивановна Бронина (настоящее имя Рене Марсо; 1913, Даммари-ле-Лис — 1999, Москва), разведчица, переводчица с русского на французский язык.
  - Сын — Самуил Яковлевич Бронин (род. 1939), психиатр, писатель[5].
  - Сын — Сергей Яковлевич Бронин (род. 1944), физик, Объединённый институт высоких температур РАН.

## Книги
- Политграмота комсомольца. Учебник для комсомольских политшкол 1-й ступени и для самообразования. М.: Молодая гвардия, 1926 и 1927. — 240 с.
- О пролетарской революции и опасностях перерождения. Б-ка журн. «Спутник агитатора». Л.—М.: Московский рабочий, 1928. — 191 с. — 4 000 экз.
- Бронетанковые и механизированные войска Советской Армии (с А. В. Ярославцевым). М., 1948.
- Джозеф Б. Фурст. Невротик. Его среда и внутренний мир. / пер. Я. Г. Бронин; ред. А. Р. Лурия. М.: Издательство иностранной литературы, 1957. — 376 с.
- О международном положении. Материал для лекторов. Московское областное отделение Общества по распространению политических и научных знаний РСФСР. М., 1961. — 35 с.
- Некоторые вопросы современного международного положения. Киев, 1962. — 56 с.
- Я знал Зорге (под псевдонимом «Я. Горев»). М.: Правда, 1964.
- О методике прослушивания и рецензирования лекций: Материал в помощь рецензенту. Московская городская организация общества «Знание» РСФСР, 1965.
- Шарль де Голль: Политическая биография. Автореферат диссертации на соискание учёной степени кандидата исторических наук. М.: Институт мировой экономики и международных отношений АН СССР, 1967.
- Обзорная рецензия лекций по международному положению: Методические материалы в помощь лектору. Московское областное отделение Общества по распространению политических и научных знаний РСФСР, 1967.
- Шарль де Голль как государственный деятель. Опыт политической биографии. М: ИМЭМО, 1969. — 186 с.
- Политика империалистических держав в районе Средиземного моря. М.: Наука, 1984. — 222 с.